# شرایتون فونیکس داونتون
شرایتون فونیکس داونتون یک هتل واقع در آریزونا، ایالات متحده آمریکا می‌باشد. ساخت و ساز این ساختمان ۲۸ مارس ۲۰۰۶ شروع شد و در سال ۲۰۰۸ به پایان رسید.
این هتل تعداد طبقاتش ۳۱، ارتفاع آن ۱۱۰ متر و دارای ۱۰۰۰ اتاق می‌باشد.